# Christian Kramp
Christian Kramp (Estrasburgo, Reino da França, 8 de julho de 1760 – Estrasburgo, Reino da França, 13 de maio de 1826) foi um matemático francês, que trabalhou principalmente com fatoriais.

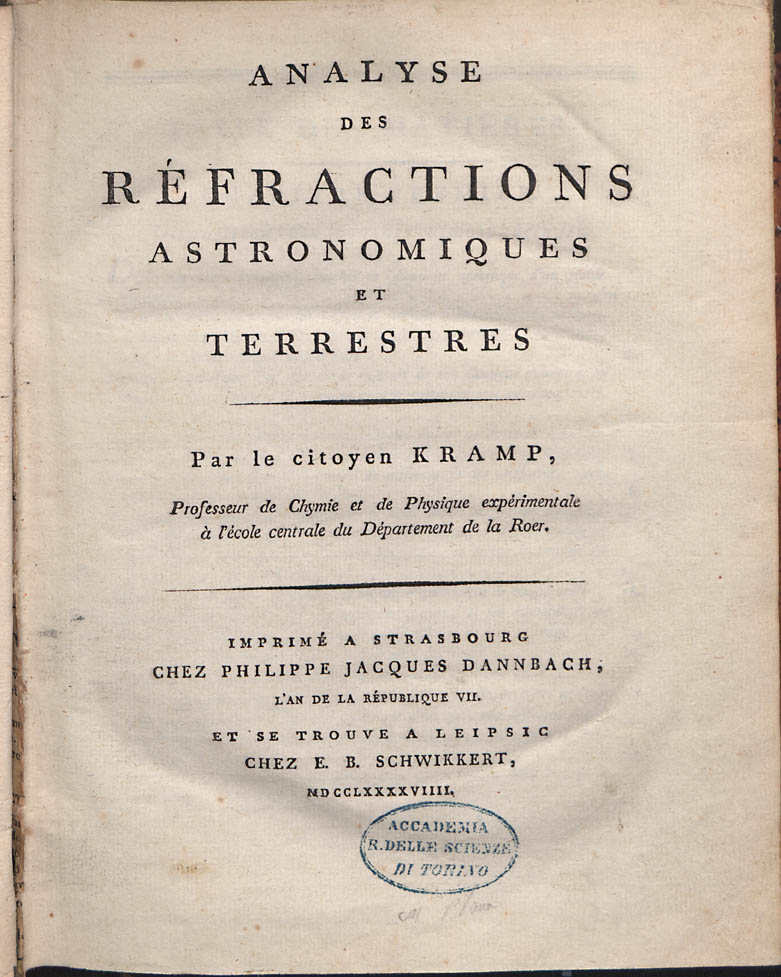
Analyse des réfractions astronomiques et terrestres, 1799

O pai de Christian Kramp foi seu professor na escola de gramática em Estrasburgo. Kramp obteve a graduação em medicina; contudo, seus interesses certamente iam além da medicina, pois além de uma série de publicações médicas ele publicou um trabalho sobre cristalografia em 1793. Em 1795 a França anexou a área da Renânia, na qual Kramp estava desenvolvendo seu trabalho e depois disso ele se tornou professor em Colônia (esta cidade foi francesa de 1794 a 1815), ensinando matemática, química e física. Kramp sabia ler e escrever em alemão e francês.
Kramp foi nomeado professor de matemática na Universidade de Estrasburgo, sua cidade natal, em 1809. Foi eleito para a seção de geometria da Académie des Sciences em 1817. Assim como Friedrich Wilhelm Bessel, Adrien-Marie Legendre e Carl Friedrich Gauss, Kramp também trabalhou com a função fatorial generalizada aplicada a não-inteiros. Seu trabalho sobre fatoriais é independente do trabalho de James Stirling e Vandermonde. Foi o primeiro a usar a notação n! (Elements d'arithmétique universelle, 1808). De fato, o conceito mais geral de fatorial foi encontrado ao mesmo tempo por Louis François Antoine Arbogast.
I use the very simple notation n! to designate the product of numbers decreasing from n to unity, i.e. n(n − 1)(n − 2) ... 3 . 2 . 1. The constant use in combinatorial analysis, in most of my proofs, that I make of this idea, has made this notation necessary. ... I have given it the name 'faculty'. Arbogast has substituted the name 'factorial' which is clearer and more French. In adopting his idea I congratulate myself on paying homage to the memory of my friend.— preface to Elements d'arithmétique universelle, pp. V-VI and XI-XII, 1808